# Rānāwās
Rānāwās är en ort i Indien.   Den ligger i distriktet Pāli och delstaten Rajasthan, i den nordvästra delen av landet, 500 km sydväst om huvudstaden New Delhi. Rānāwās ligger 310 meter över havet och antalet invånare är 5 241.
Terrängen runt Rānāwās är platt. Runt Rānāwās är det ganska tätbefolkat, med 155 invånare per kvadratkilometer. Rānāwās är det största samhället i trakten. Trakten runt Rānāwās består till största delen av jordbruksmark.